# Jakub Holuša
Jakub Holuša (ur. 20 lutego 1988 w Opawie) – czeski lekkoatleta specjalizujący się w biegach średnich.
Karierę sportową zaczynał od biegów z przeszkodami – w 2005 był tej konkurencji siódmy na mistrzostwach świata juniorów młodszych, a w 2007 został mistrzem Europy juniorów. Na igrzyskach olimpijskich w Pekinie (2008) odpadł w eliminacjach biegu na 800 metrów. Zajął trzecie miejsce i zdobył brązowy medal młodzieżowych mistrzostw Europy w biegu na 1500 metrów (2009). Piąty zawodnik halowego czempionatu globu w 2010. W finałowym biegu na 800 metrów podczas mistrzostw Europy w 2010 uplasował się na piątym miejscu. 6 lat później na mistrzostwach Starego Kontynentu w Amsterdamie Czech wystartował w eliminacjach biegu na 1500 metrów, jednakże został zdyskwalifikowany. Reprezentant kraju w meczach międzypaństwowych, pucharze Europy, drużynowym czempionacie Starego Kontynentu i mistrzostwach Europy w biegu na przełaj.
Zdobył mistrzostwo Czech w biegu na 800 metrów w 2008 oraz brązowe medale na 3000 m z przeszkodami w 2006 i w biegu na 400 m w 2010, a także halowe mistrzostwo Czech na 800 m w 2008 i 2010, srebrny medal halowych mistrzostw kraju na 1500 m (2007) i brąz w biegu na 3000 metrów (2006).

## Osiągnięcia
| Rok  | Impreza                                 | Miejsce        | Konkurencja                   | Pozycja     | Wynik   |
| ---- | --------------------------------------- | -------------- | ----------------------------- | ----------- | ------- |
| 2005 | Mistrzostwa świata juniorów młodszych   | Marrakesz      | bieg na 2000 m z przeszkodami | 7. miejsce  | 5:43,39 |
| 2005 | Mistrzostwa Europy w biegu na przełaj   | Tilburg        | bieg juniorów (6,5 km.)       | 75. miejsce | 19:51   |
| 2006 | I liga pucharu Europy                   | Praga          | bieg na 3000 m z przeszkodami | 6. miejsce  | 9:05,92 |
| 2007 | I liga pucharu Europy                   | Vaasa          | bieg na 1500 m                | 3. miejsce  | 3:57,20 |
| 2007 | I liga pucharu Europy                   | Vaasa          | bieg na 3000 m                | 6. miejsce  | 8:23,64 |
| 2007 | Mistrzostwa Europy juniorów             | Hengelo        | bieg na 3000 m z przeszkodami | 1. miejsce  | 8:50,30 |
| 2007 | Mistrzostwa Europy w biegu na przełaj   | Toro           | bieg juniorów (6,7 km.)       | 42. miejsce | 21:03   |
| 2008 | Halowe mistrzostwa świata               | Walencja       | bieg na 800 m                 | eliminacje  | 1:51,09 |
| 2008 | I liga pucharu Europy                   | Leiria         | bieg na 800 m                 | 2. miejsce  | 1:52,34 |
| 2008 | Igrzyska olimpijskie                    | Pekin          | bieg na 800 m                 | eliminacje  | 1:48,19 |
| 2009 | Superliga drużynowych mistrzostw Europy | Leiria         | bieg na 800 m                 | 8. miejsce  | 1:49,22 |
| 2009 | Młodzieżowe mistrzostwa Europy          | Kowno          | bieg na 800 m                 | eliminacje  | 1:49,63 |
| 2009 | Młodzieżowe mistrzostwa Europy          | Kowno          | bieg na 1500 m                | 3. miejsce  | 3:51,46 |
| 2010 | Halowe mistrzostwa świata               | Doha           | bieg na 800 m                 | 5. miejsce  | 1:47,28 |
| 2010 | I liga drużynowych mistrzostw Europy    | Budapeszt      | bieg na 800 m                 | 2. miejsce  | 1:48,03 |
| 2010 | I liga drużynowych mistrzostw Europy    | Budapeszt      | bieg na 1500 m                | 1. miejsce  | 3:43,00 |
| 2010 | Mistrzostwa Europy                      | Barcelona      | bieg na 800 m                 | 5. miejsce  | 1:47,45 |
| 2012 | Halowe mistrzostwa świata               | Stambuł        | bieg na 800 m                 | 2. miejsce  | 1:48,62 |
| 2012 | Mistrzostwa Europy                      | Helsinki       | bieg na 800 m                 | 5. miejsce  | 1:48,99 |
| 2012 | Igrzyska olimpijskie                    | Londyn         | bieg na 800 m                 | eliminacje  | 1:46,87 |
| 2013 | I liga drużynowych mistrzostw Europy    | Dublin         | bieg na 1500 m                | 4. miejsce  | 3:47,38 |
| 2014 | Halowe mistrzostwa świata               | Sopot          | bieg na 1500 m                | 5. miejsce  | 3:39,23 |
| 2015 | Halowe mistrzostwa Europy               | Praga          | bieg na 1500 m                | 1. miejsce  | 3:37,68 |
| 2015 | I liga drużynowych mistrzostw Europy    | Heraklion      | bieg na 1500 m                | 2. miejsce  | 3:41,39 |
| 2015 | Mistrzostwa świata                      | Pekin          | bieg na 1500 m                | eliminacje  | 3:43,66 |
| 2016 | Halowe mistrzostwa świata               | Portland       | bieg na 1500 m                | 2. miejsce  | 3:44,30 |
| 2016 | Mistrzostwa Europy                      | Amsterdam      | bieg na 1500 m                | –           | DSQ     |
| 2016 | Igrzyska olimpijskie                    | Rio de Janeiro | bieg na 1500 m                | półfinał    | 3:40,83 |
| 2017 | Superliga drużynowych mistrzostw Europy | Lille          | bieg na 3000 m                | 1. miejsce  | 7:57,60 |
| 2017 | Mistrzostwa świata                      | Londyn         | bieg na 1500 m                | 5. miejsce  | 3:34,89 |
| 2018 | Halowe mistrzostwa świata               | Birmingham     | bieg na 1500 m                | eliminacje  | 3:45,84 |
| 2018 | Mistrzostwa Europy                      | Berlin         | bieg na 1500 m                | eliminacje  | 3:49,82 |
| 2019 | Superliga drużynowych mistrzostw Europy | Bydgoszcz      | bieg na 1500 m                | 3. miejsce  | 3:49,18 |
| 2019 | Mistrzostwa świata                      | Doha           | bieg na 1500 m                | eliminacje  | 3:39,79 |

## Rekordy życiowe

### Stadion
- bieg na 800 metrów – 1:45,12 (11 maja 2012, Doha)
- bieg na 1000 metrów – 2:16,79 (17 czerwca 2014, Ostrawa)
- bieg na 1500 metrów – 3:32,49 (20 lipca 2018, Monako) – rekord Czech
- bieg na milę – 3:53,46 (11 czerwca 2015, Oslo)
- bieg na 2000 metrów z przeszkodami – 5:43,39 (15 lipca 2005, Marrakesz)
- bieg na 3000 metrów z przeszkodami – 8:50,30 (20 lipca 2007, Hengelo)

### Hala
- bieg na 800 m – 1:46,09 (31 stycznia 2010, Karlsruhe) – rekord Czech
- bieg na 1000 m – 2:18,27 (17 lutego 2016, Sztokholm) – rekord Czech
- bieg na 1500 m – 3:37,68 (8 marca 2015, Praga) – rekord Czech